# تیگن کلایو
تیگن کلایْو (انگلیسی: Teagan Clive؛ زادهٔ ۵ نوامبر ۱۹۵۵) نویسنده، بازیگر و بدن‌ساز اهل ایالات متحده آمریکا است. کلایو در کودکی رها شد و توسط مجموعه‌ای از مؤسسات بهزیستی و یتیم‌خانه‌ها مراقبت و تربیت یافت. او در حین تحصیل در مدارس دولتی و دانشکده، به ورزش علاقمند شد و برنامه‌های درسی ورزشی از جمله بیسبال و والیبال را پی گرفت. از سال ۱۹۸۳ وی زیر نظر «دان راس» در باشگاهی در اوکلند، کالیفرنیا به بدن‌سازی پرداخت و به مربی‌اش گفت: «می‌خواهم آرنولد شوارتزنگرِ بدن‌سازی زنان شوم.»
از فیلم‌هایی که وی در آن‌ها نقش داشته است، می‌توان به اینترزون و مسلح و خطرناک اشاره نمود.